# Barbara Boxer
Barbara Sue Levy Boxer (New York, Brooklyn, 1940. november 11. –) amerikai politikus. 1993 és 2017 között Kalifornia szenátora, 1983 és 1993 között képviselő  a demokraták színében.
A New York Brooklyn városrészében felnőtt Boxer a George W. Wingate High Schoolban és a Brooklyn College-ben végzett. Több évig dolgozott tőzsdeügynökként, majd férjével Kaliforniába költözött. Az 1970-es években a Pacific Sun újságírója és John L. Burton amerikai képviselő egyik segédje volt. Dolgozott Marin megye Felügyelő Bizottságában, és ő lett a Bizottság első női elnöke. A "Barbara Boxer Gives a Damn" szlogennel megválasztották Kalifornia 6. választókerületének a képviselőjévé a washingtoni Kongresszusban.
1992-ben Boxer Kaliforniában megnyerte az USA Szenátusába kiírt választást. A harmadik, 2004-es megmérettetésen 6,96 millió szavazatot kapott, és ezzel a történelemben ő kapta a legtöbb szavazatot, mikor megválasztották szenátorrá. Ezt a rekordot a szenior Dianne Feinstein kaliforniai szenátor döntötte meg 2012-ben, mikor újraválasztották. Boxer és Feinstein lett az első női pár, akik egyszerre képviseltek egy adott államot. Boxer a Környezetvédelmi és Közmunka Tanács tagja és az Etikai Választott Bizottság alelnöke volt. Bár általában azzal a  San Francisco Bay Area területtel azonosítják, ahol politikai karrierje kezdődött, Boxer jelenleg Coachella Valley lakója.
2015, január 8-án Boxer bejelentette, hogy nem indul 2016-ban a szenátori helyért. A helyét Kamala Harris kaliforniai főügyész vette át.
2020 januárban Boxer társelnökként csatlakozott Washington, D.C.-ben a Mercury Public Affairs lobbiszervezethez.